# Крупка сибірська
Крупка сибірська (Draba sibirica) — вид рослин родини капустяні (Brassicaceae), поширений на півночі Північної Америки та Євразії.

## Опис
Це багаторічні рослини (каудекс розгалужений). Стебла нерозгалужені, 0.5–2.5 дм, від рідко до щільно щетинистих. Базальне листя черешкове: пластини довгасто-ланцетні або ланцетні зі звуженою основою, 0.4–2.2 см × 1–5(10) мм, поля цілі, поверхні часто запушені, іноді голі (крім полів). Стеблового листя 0.
Китиці 7–20-квіткові, значно витягнуті у плодах, гладкі. Плодоноси 5–18(23) мм, прямі або викривлені, гладкі. Квіти: чашолистки підняті, довгасті або яйцюваті, 2–2.7 мм, гладкі або рідко волосисті; пелюстки жовті, вузько зворотнояйцеподібні, 4–6 × 2–3 мм; пиляки яйцювато-субсерцеподібні, 0.4–0.5 мм. Плоди від довгастих до еліптичних, рідко сублінійні, сплюснуті, 4–8 × 1.5–2.2 мм. Насіння (коричневе), яйцювате, 0.9–1.2 × 0.5–0.6 мм. 2n = 16.

## Поширення
Північна Америка: Ґренландія; Європа: Росія; Азія: Китай, Казахстан, Киргизстан, Монголія, Росія, Грузія. Натуралізований: Білорусь, Естонія, Латвія, Литва, Україна.
Населяє гірські схили, сонячні або тінисті вологі місця.
В Україні зростає на насипах залізниць — в Лісостепу (в Хмельницькій, Харківській і Полтавській обл.).